# Levan (Utah)
Levan is een plaats (town) in de Amerikaanse staat Utah, en valt bestuurlijk gezien onder Juab County.

## Demografie
Bij de volkstelling in 2000 werd het aantal inwoners vastgesteld op 688.
In 2006 is het aantal inwoners door het United States Census Bureau geschat op 834, een stijging van 146 (21,2%).

## Geografie
Volgens het United States Census Bureau beslaat de plaats een oppervlakte van
2,0 km², geheel bestaande uit land.

## Plaatsen in de nabije omgeving
De onderstaande figuur toont nabijgelegen plaatsen in een straal van 32 km rond Levan.